# Gaza (náutica)

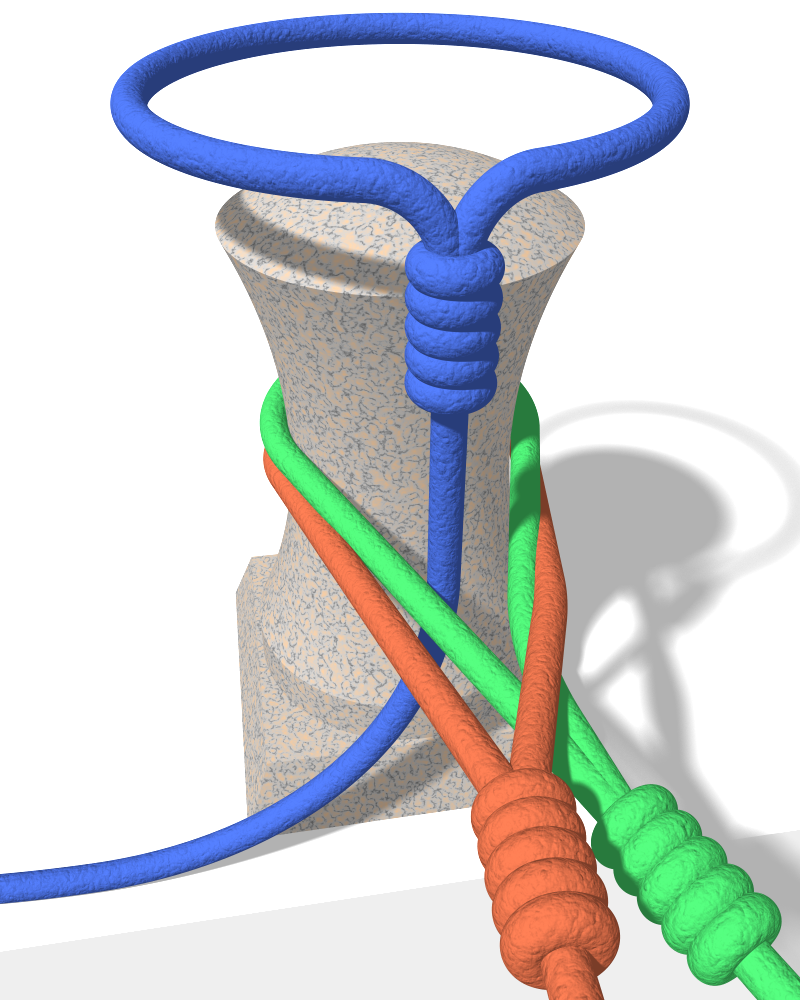
Forma correcta de encapillar gazas al noray.

En náutica, la gaza es un trozo de cáñamo, cable de alambre, planchuela de hierro o cadena que, cerrado sobre sí mismo de muy diversos modos, sirve para abrazar un objeto, como motón, cuadernal, palo, verga, guardacabo, etc.

## Tipos
Su forma y constitución es muy variable. Las gazas de cáñamos más empleadas son las siguientes:
- Gaza de cuadernal o motón: es un trozo de cabo que rodea en el sentido del diámetro mayor el cuerpo del motón o cuadernal, alojándose en un canal ad hoc. Se cierra con una ligada que recibe el nombre de garganteadura, así como el sitio en que se hace el de garganta. El objeto de esta ligada, además del de cerrar la gaza, es el de adaptarla fuertemente al cuerpo del motón, a fin de que contribuya a su resistencia.
- Gaza de encapilladura: es la que se emplea para encapillar las jarcias muertas en el cuello del mástil. Tipos de esta son la de gaza de herradura, la gaza francesa

Otros tipos son la gaza por chicote (llamada también de manilla) y la de cordelero.
- Gaza redonda, con dos variaciones, la de boca de cangrejo o de amante, y la de boca de cangrejo pernera
- Gaza de rabiza: es la que se prolonga por una rabiza.
- Gaza doble: la de cuadernal o motón formada con dos cabos adosados.
- Gaza Eliot: se hace en el extremo de un calabrote que se va a entalingar a un ancla o anclote.
- Gaza de hierro: es la que a veces se emplea en los motones y cuadernales de madera, en algunos de hierro y en las pastecas. Es una planchuela de hierro, cerrada de forma conveniente para que se adapte la objeto que abraza. El cierre se hace por soldadura. Se ponen al rojo vivo para introducir en ellas el motón, cuadernal, etc. Generalmente llevan un gancho o cáncamo. Las de las pastecas no son enteras: un trozo está a bisagra, a fin de introducir el cabo y restablecer después la continuidad de la gaza.

Además, de estas gazas se pueden nombrar la flamenca o artificial, y la gaza de cable de alambre.
En las relingas de las velas se emplea la gaza de un cordón o garrucha. Se ejecuta o abrazando todo el cabo o solo un cordón de él. A veces se le pone un guardacabo. Cuando no lo tienen se aforra. Se ponen para arraigar los brioles, los amantes de rizos, las poas de las bolinas, etc.